# Сеньория Аргос и Навплия
Сеньория Аргос и Науплия (на френски: Seigneurie d'Argos et de Nauplie) е средновековно феодално владение (сеньория) на Ахейското княжество. Съществува от 1212 до 1388 г., когато е продадена на венецианците.
През 1212 г. Отон де Ла Рош, основателят на Атинското херцогство, получава градовете Аргос и Науплия. Фамилията де Ла Рош притежава Атинското херцогство до 1308 г. През 1311 г. Валтер от Бриен е свален от собствените му каталански наемни войници. Неговата фамилия остава собственик на Аргос и Науплия, където неговият наследник се нарича херцог.

## Херцози на Аргос и Науплия
- 1311 – 1356 Валтер II, син на Валтер от Бриен (Дом Бриен)
- 1356 – 1377 Гуй д’Енгиен, племенник на Валтер от Бриен, се нарича херцог на Атина (Дом Енгиен)
- 1377 – 1388 Мария (дъщеря на Гуй), се нарича херцогиня на Атина
- 1377 – 1388 Пиетро Корнаро (съпруг на Мария)
- 1388 Аргос и Науплия са продадени на Република Венеция

Господари (Васали на предишните, от 1388 г. венециански васали):
- ок. 1350 – 1367 Сохиер I
- 1367 – 1381 Валтер I, син на Сохиер I
- 1381 – 1394 Лудвиг I, брат на Сохиер I
- 1394 – ? Гую

Аргос остава владение на Венеция до 1463 г., a Науплия до 1540 г.